# 30 بارك بليس
30 بارك بليس هو برج متعدد الاستخدامات في تربيكيا مانهاتن مدينة نيويوريك التي تحتوي على فندق سيزونز في نيويورك وسط أربعة الموسم الخاصة مساكن نيويوريك وسط المدينة في وهو أطول مبنى سكني وسط المدينة مما يوفر للسكان إطلالة بانورامية على أفق وسط المدينة وميناء نيويورك. الطوابق العليا من المبنى 82 طابق لديها 157 وحدة سكنية تتراوح من واحد إلى ستة غرف نوم كل ما يتوصل إليه من خلال لوبي سكنياً مخصصاً في 30 بارك بلايس، وفيما يلي 185 غرفة فندق فور سيزونز مع اللوبي الخاص بها في شارع باركلي. الذي مقرر افتتاحة في يوليو 2016..

## البناء والتمويل
تم شراء ممتلكات عام 2006 ولكن تم تمويل هذا المبنى في عام 2013.. التطوير من قبل سليفين بوسترين، البرج صمم من قبل روبرتروبرت أ. إم. ستيرن  بدأ البناء في خريف عام 2013 ومن المتوقع ان يكتمل في عام 2016 وبناءه تصدر في أوائل عام 2015 وانتهى التثبيت من الخارج والنوافذ في أغسطس عام 2015. عند الانتهاء من المشروع سوف يكون 30 بارك بليس ثاني أطول مبنى سكني في وسط مانهاتن بعد مبنى 70 شارع باين.

## وسائل الراحة
المبنى مستقبلاً سوف يحتوي على صالة ألعاب وباب وبواب والعاب رياضية وحمام سباحة وغرفة ووسائل الإعلام وملعب للأطفال وبيانو للاطفال وغرفة طعام خاصة مع مطبخ للتموين.

## انظر ايضاً
- قائمة أطول المباني في مدينة نيويورك